# 考利
考利，是英國英格蘭牛津市的一個住宅和工業區。考利地處市中心東南，北通黑丁頓，南與玫瑰山及黑鳥利斯相毗鄰，東隔草原與賀斯柏夫及嘉成頓相望。考利過往以其汽車產業享譽國際，製造商莫里斯（後併入英國利蘭、羅孚集團，今寶馬迷你）曾於此設總部。